# Der Fall der Generale
Der Fall der Generale ist ein deutsches Dokumentarspiel.
Der Film aus dem Jahre 1966 thematisiert die Blomberg-Fritsch-Krise im Jahr 1938.
In den Hauptrollen sind die  Schauspieler Bernhard Minetti als Freiherr von Fritsch, Paul Wagner als Werner von Blomberg und Benno Sterzenbach als Göring zu sehen.
Regie führte Gedeon Kovács.
Die Uraufführung fand im Auftrag des ZDF am 23. September 1966 statt.